# ソ連運輸省TEP70形ディーゼル機関車
TEP70形（ロシア語: ТЭП70）は、ソ連運輸通信省（ソ連国鉄）（МПС СССР, Министерство путей сообщения СССР）が1973年から導入したコロムナ工場製の電気式ディーゼル機関車。客車列車牽引用に開発され、モデルチェンジを経てソビエト連邦の崩壊後の2019年の時点でも製造が続けられている。

## 概要

### 登場までの経緯
1960年以降、ソ連国鉄の非電化路線には旅客用ディーゼル機関車として出力3,000 HP（2,237 kw）という高出力のTEP60形が導入されたが、それ以降も旅客需要の拡大は続き、重連運転を前提とした2車体連結式の2TEP60形が製造される事態となっていた。だが2両の機関車を同時に使用する状態ではメンテナンス費用が大幅に増大した他、搭載されたディーゼルエンジン（11D45形）についても燃料や潤滑油の消費量が多いという課題が存在した。
そこで、出力を4,000 HP（2,942 kw）に増大させ単機での運用を前提とした、最高速度160km/hの旅客用機関車の開発がコロムナ工場を中心に行われ、1973年に最初の試作車が落成した。これがTEP70形である。

### 構造
軸配置Co-Coの両運転台式の箱型車体を有し、車体は軽量化を図るためアルミニウム合金を採用しており、TEP60形と比べて車体の1平方メートルあたりの重量は0.14t軽い0.89tとなっている。台車はTEP60形と同様の3軸ボギー台車を用いるが、粘着力を増加させるため車輪径が1,220mmに拡大している。また車体下部には台車の他に燃料タンクや蓄電池が設置されている。
ディーゼルエンジンはコロムナ工場が開発した16気筒V型4ストローク機関である2A-5D49形（2,942 kw、1,000 rpm）を用いる。これを用い三相交流発電機であるGS-504A形（2,750 kw、1000 rpm）を稼働させた後、発生した三相交流を2組の並列式三相ブリッジ整流回路によって直流に変換し、BC-119形直流電動機（定格出力411 kw、定格回転数657 rpm）を用いて台車に動力を伝達する。また、搭載している回生ブレーキを使用する際には直流電動機が発電機として使用される。主要機器の冷却水は温度によって2つの系統が存在し、ディーゼルエンジンの冷却は高温の冷却水を用いる一方熱交換器や給気インタークーラーには低温冷却水を使用する。制動装置には上記の回生ブレーキに加えて電子制御式空気ブレーキが搭載されている。

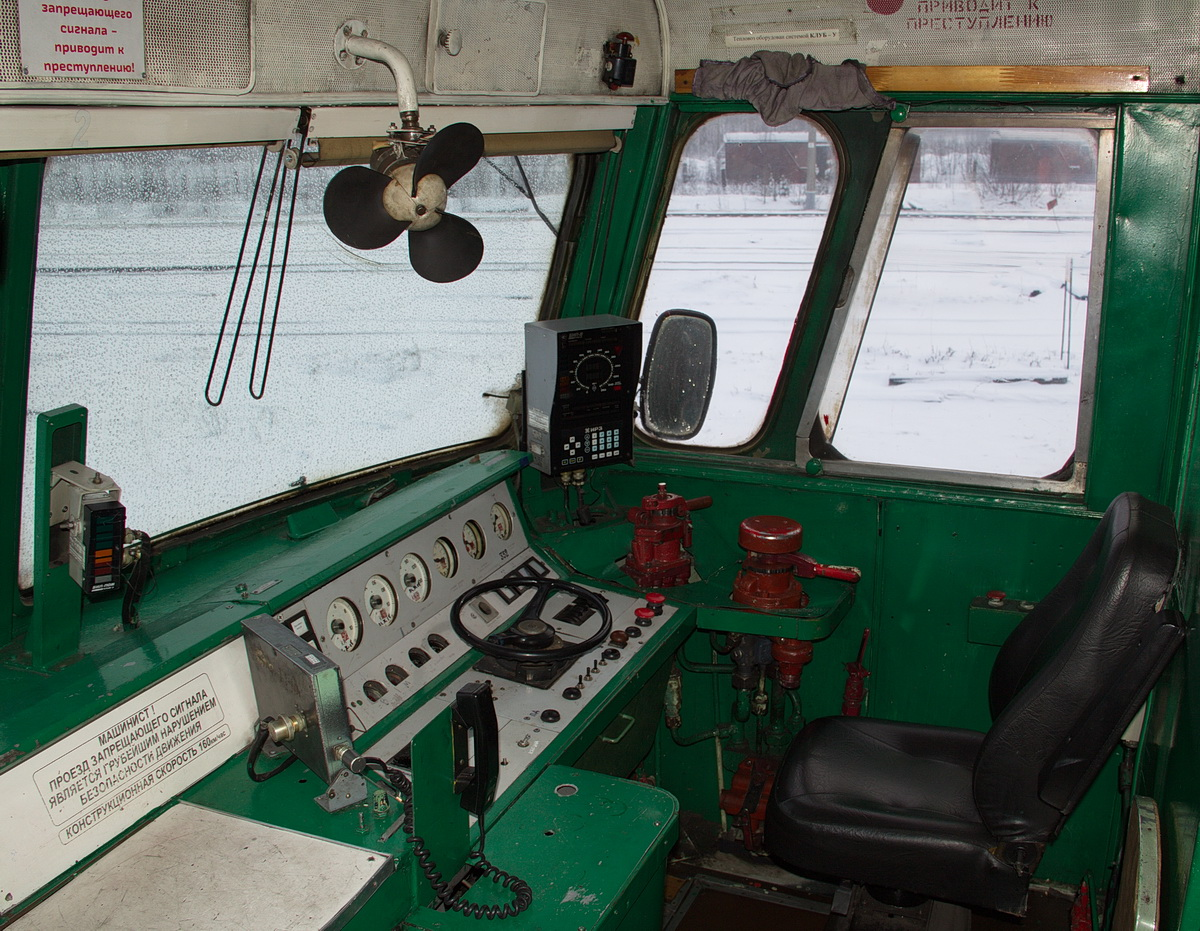
運転台（TEP70-0352）
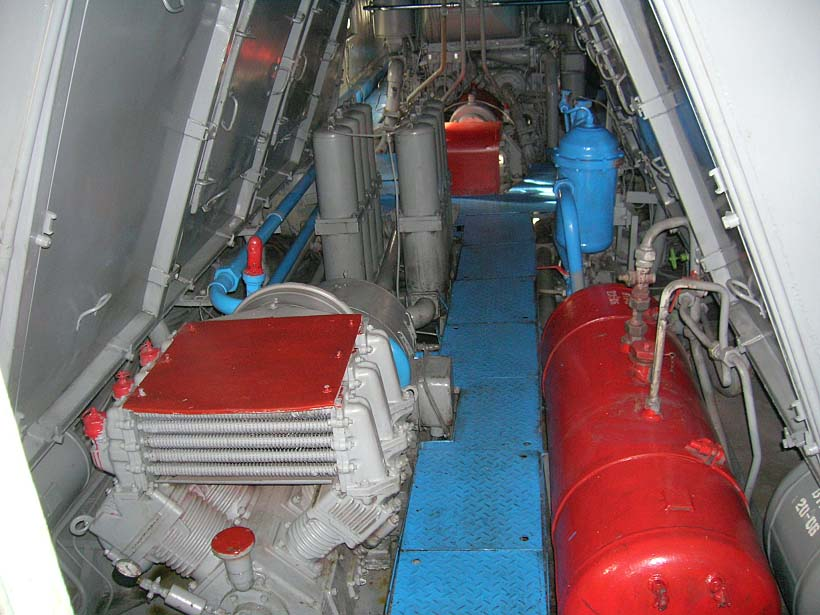
機器室

## 車種

### 試作車
1973年から1977年にかけて7両が製造された車両。ベラルーシ地域での営業運転も兼ねた試験ではTEP60形と比べて燃料消費量が10-12％削減されるという良好な結果が得られた。量産車の導入以降も営業運転に使用されたが、機器や構造の違いからメンテナンスに難があり、1990年代までに全車営業運転から引退した。2019年現在、TEP70-0007がサンクトペテルブルクの十月鉄道博物館に静態保存されている。

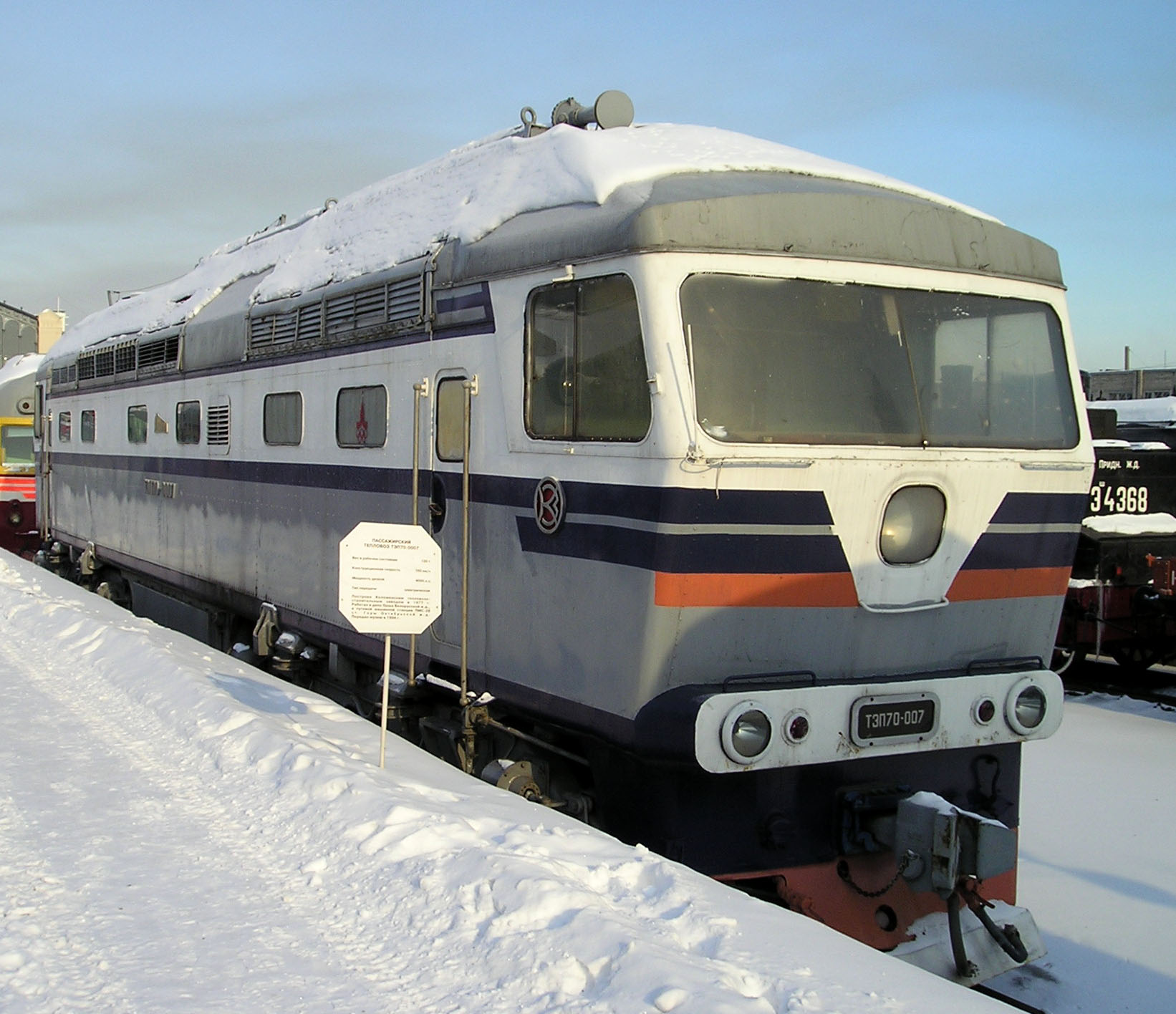
TEP70-0007
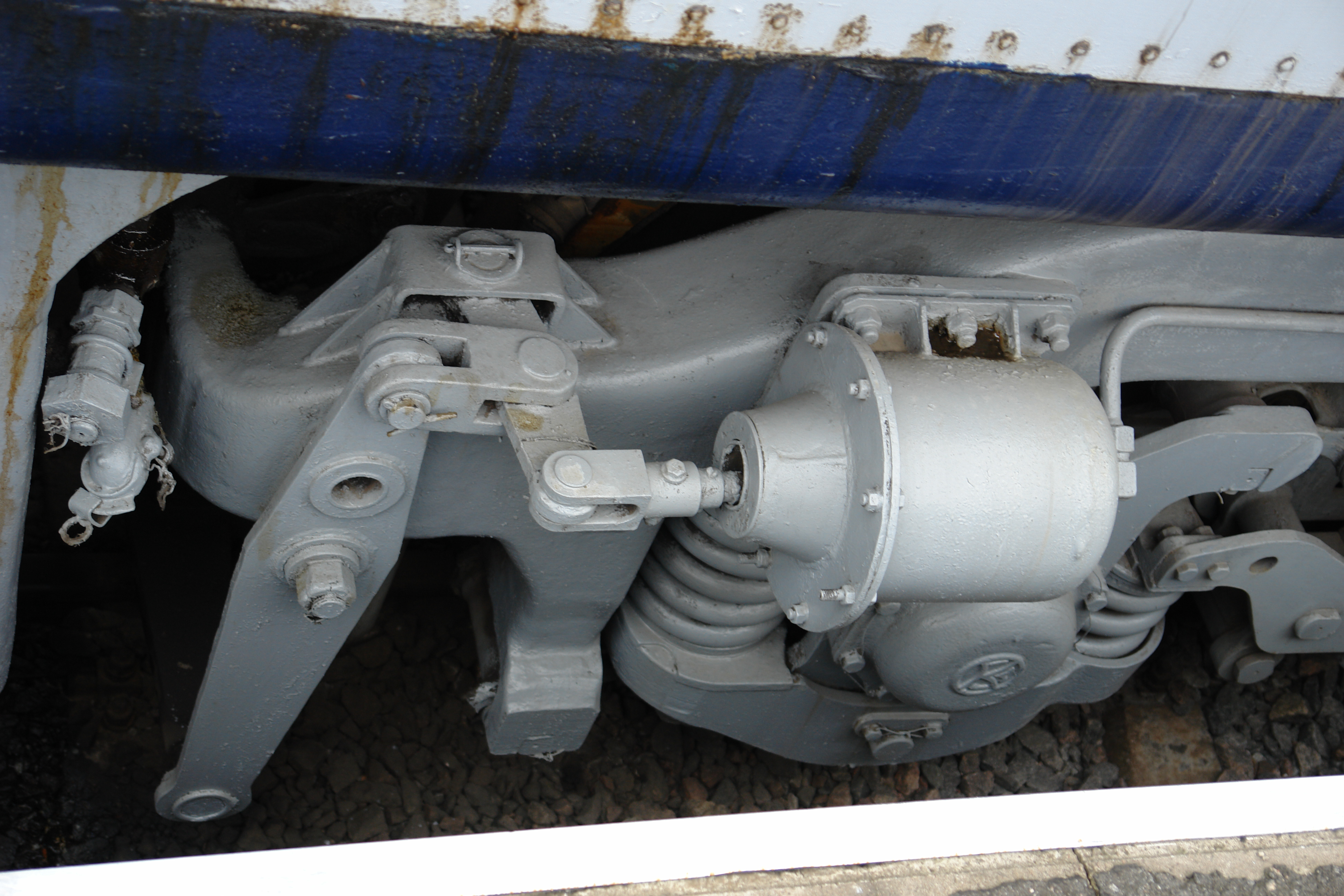
台車

### 量産車
1978年から生産が始まったTEP80-0008以降の量産車は、試作車の試験結果を基に大幅な設計変更が行われた。
台車に設置されていたコイルばねやリーフ式サスペクションはコイル式に統一され、静的たわみが104mmから170mmに増加した。またリーフ式サスペクションの代わりに油圧式ショックアブソーバーが搭載され、軸受の構造にも変化が生じた。これらの仕様変更により車体延長が21,700 mmに変更された。また台車に搭載されている電動機も改良型のED-121A形となった。更に製造途中にもエアフィルターの構造を始めとする設計変更が行われ、TEP70-0026以降はディーゼルエンジンが燃料消費量を減らした2-5D49-2形に変わっている。
ソビエト連邦の崩壊後も生産は続き、2005年までに569両が製造された。

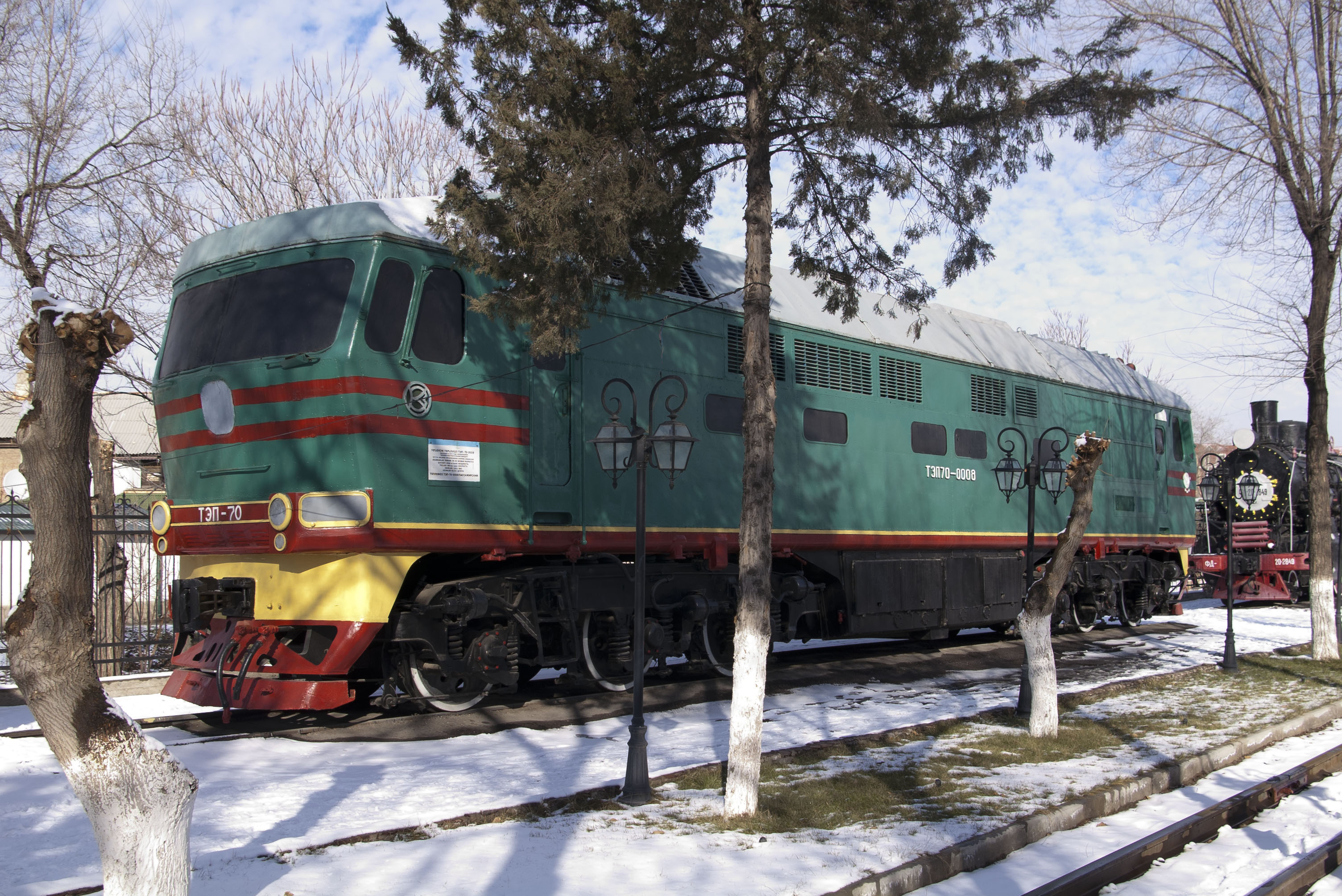
TEP70-0008（ウズベキスタン鉄道） 最初に製造された量産車
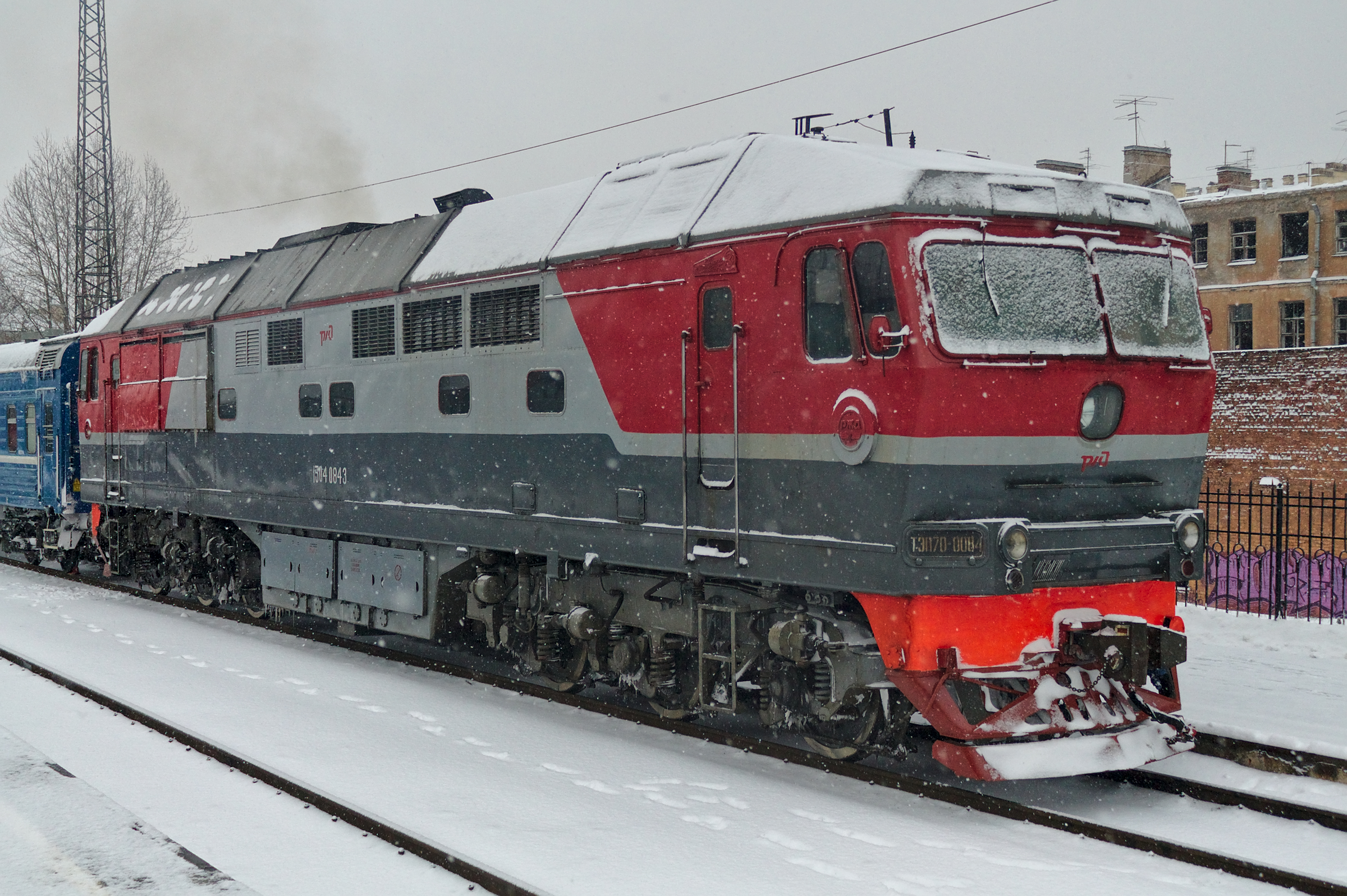
TEP70-0084（ロシア鉄道）
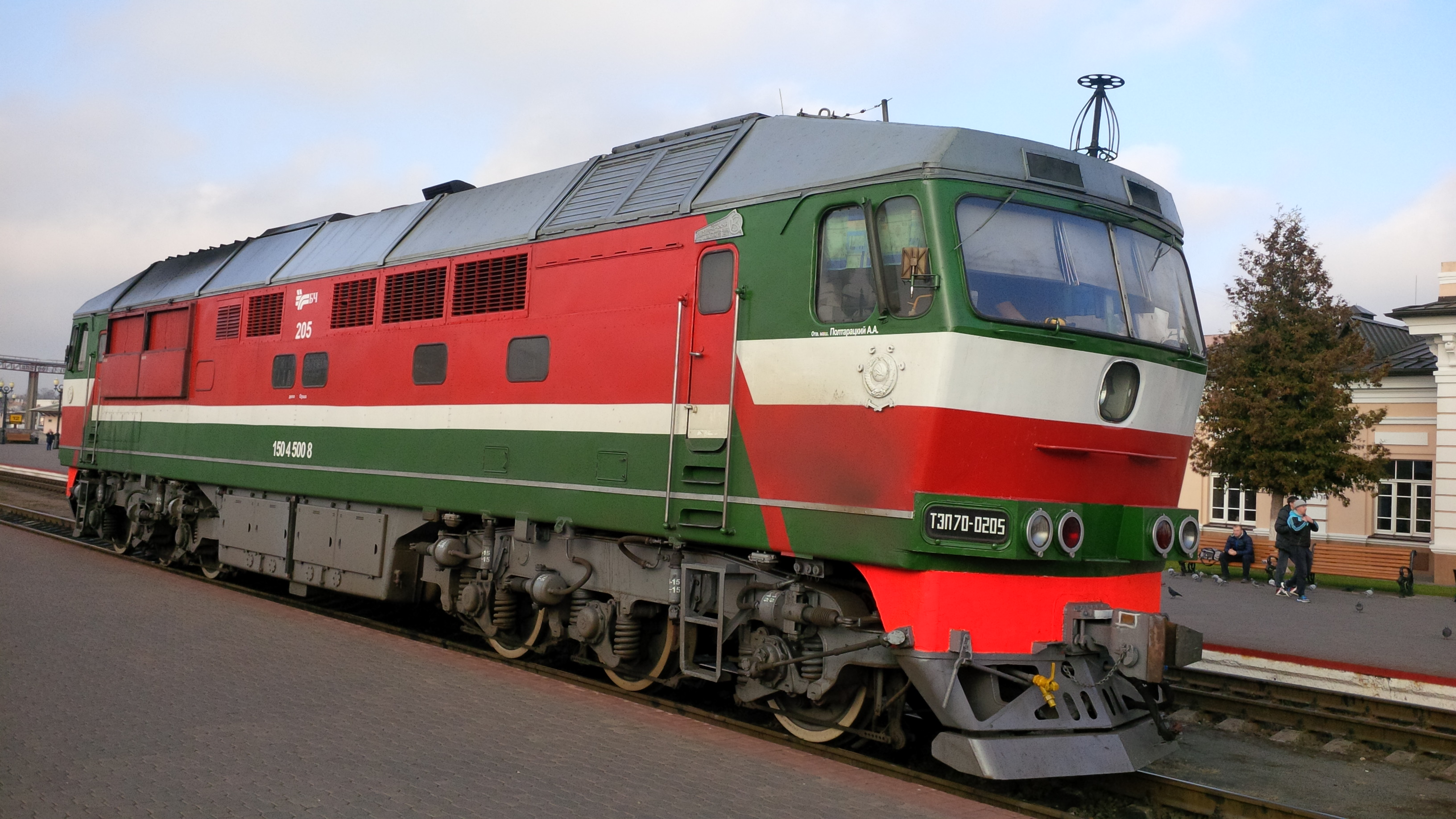
TEP70-0205（ベラルーシ鉄道）
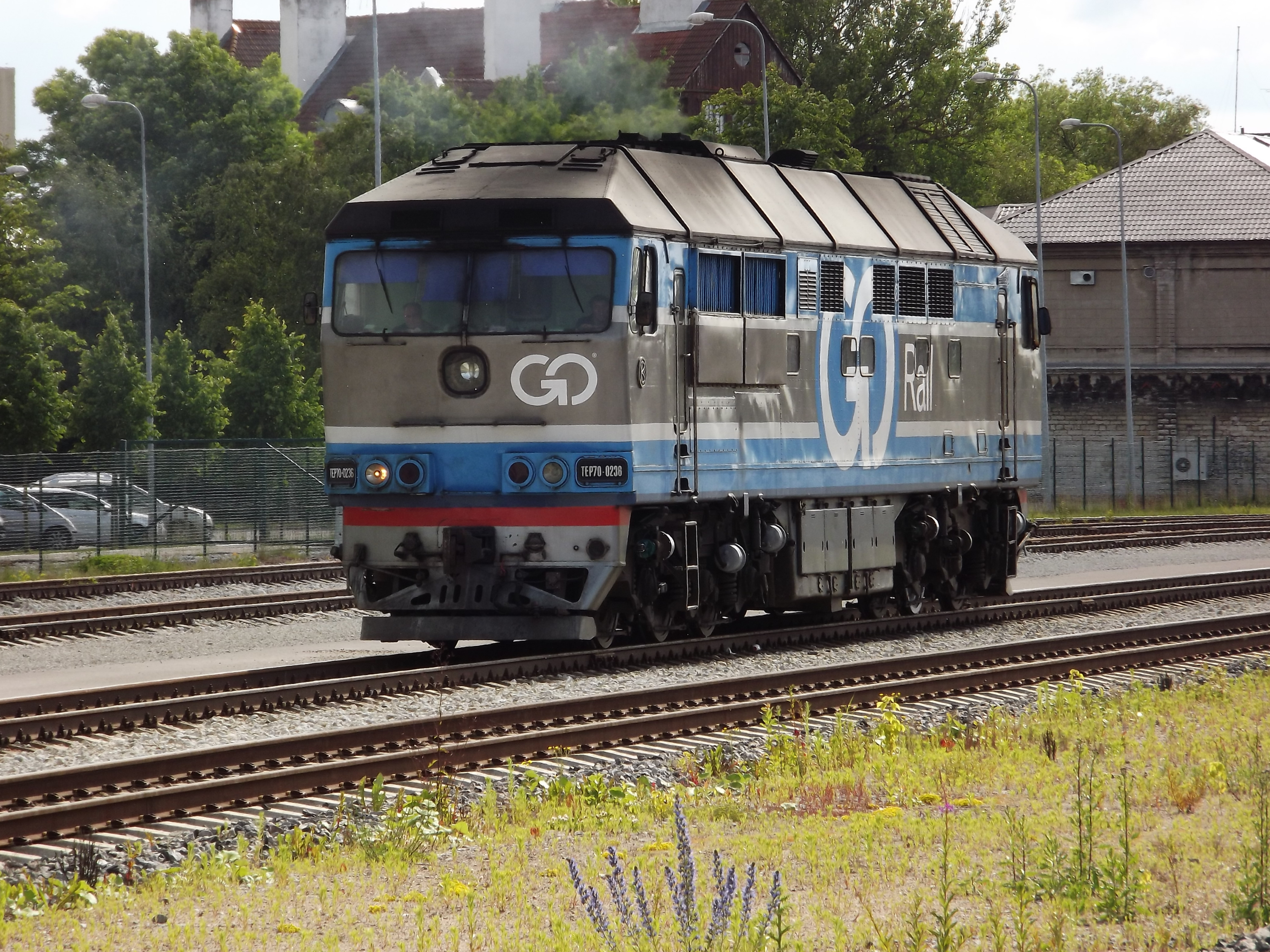
TEP70-0236 （GoRail）
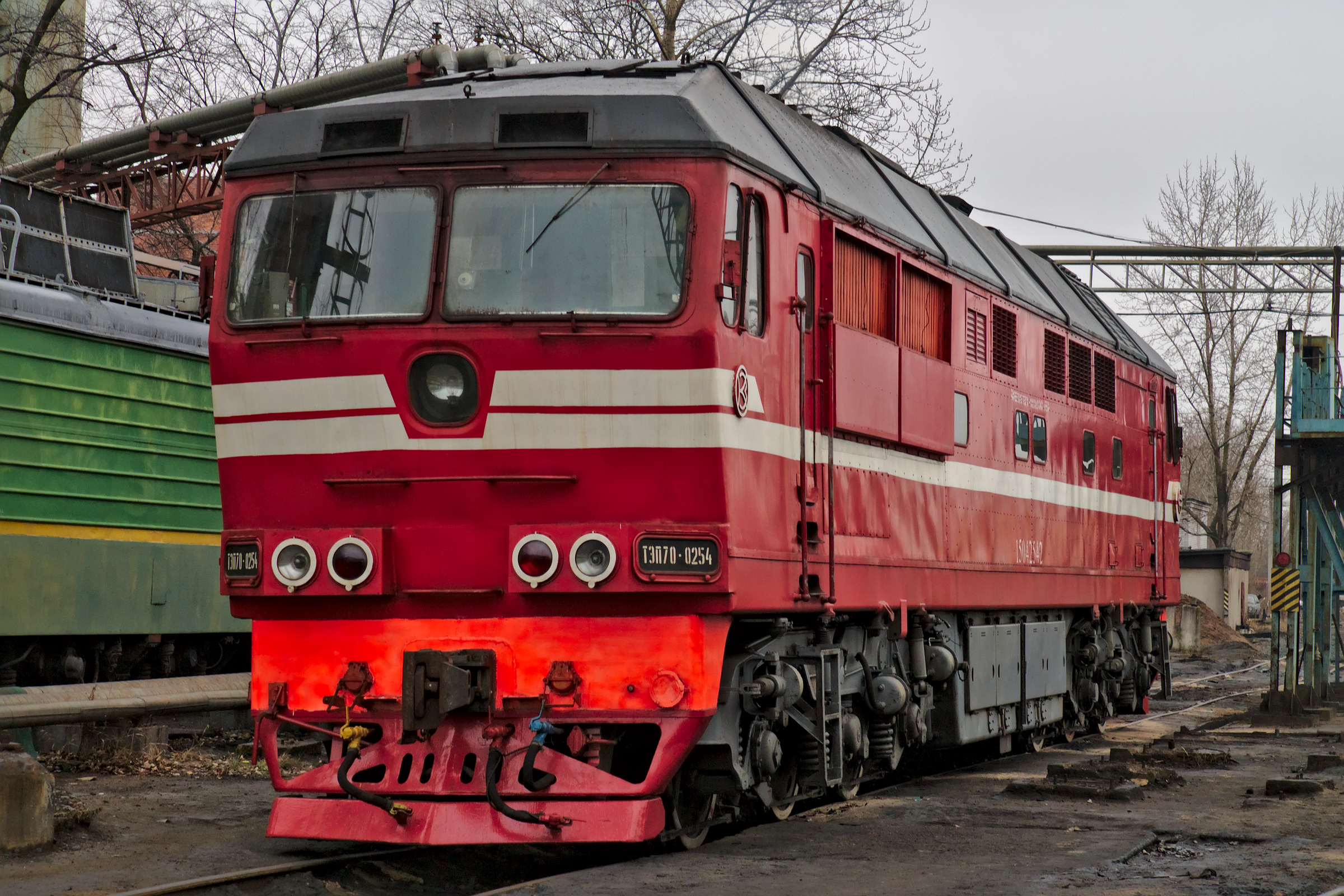
TEP70-0254（ロシア鉄道）
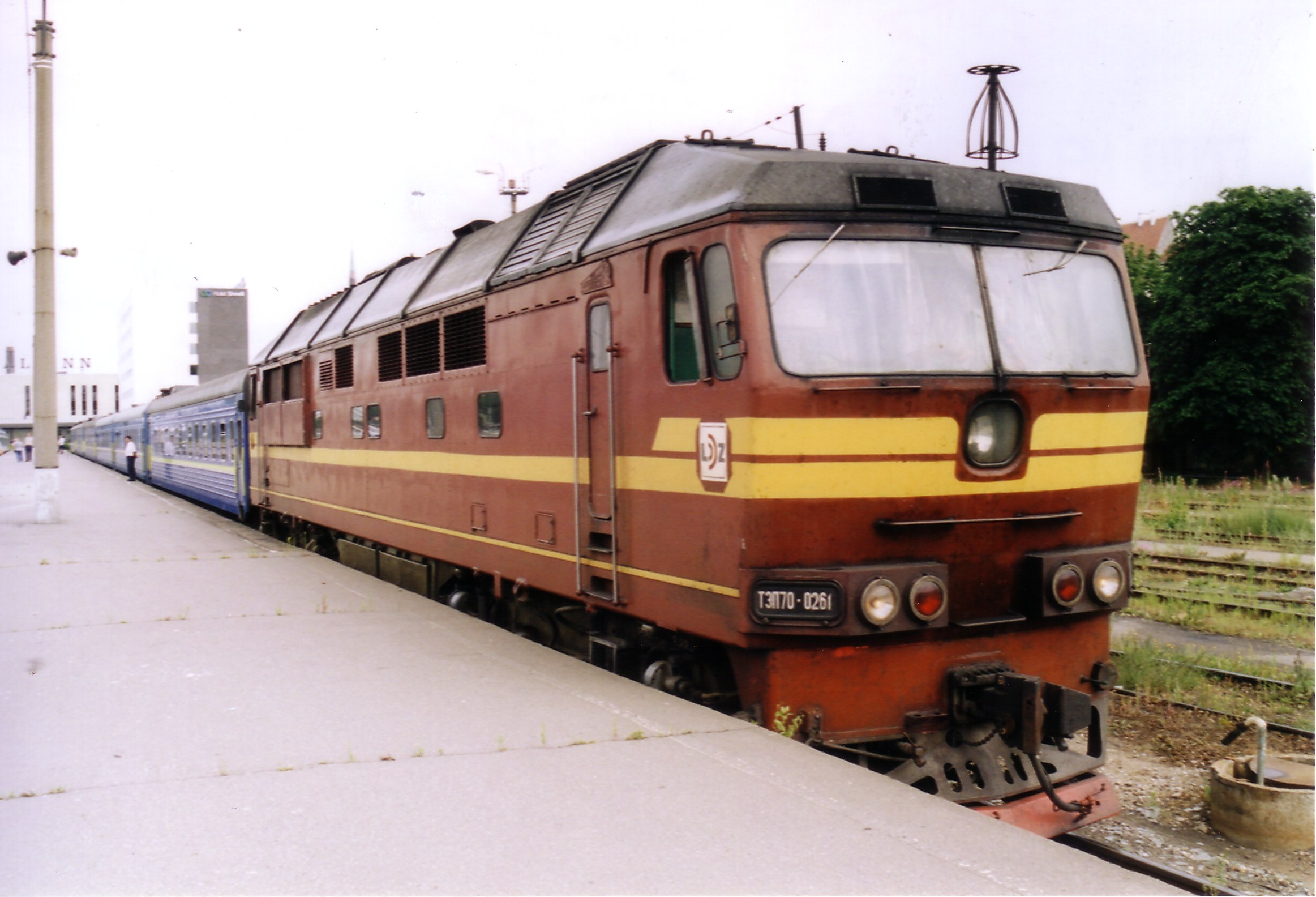
TEP70-0261（ラトビア国鉄）
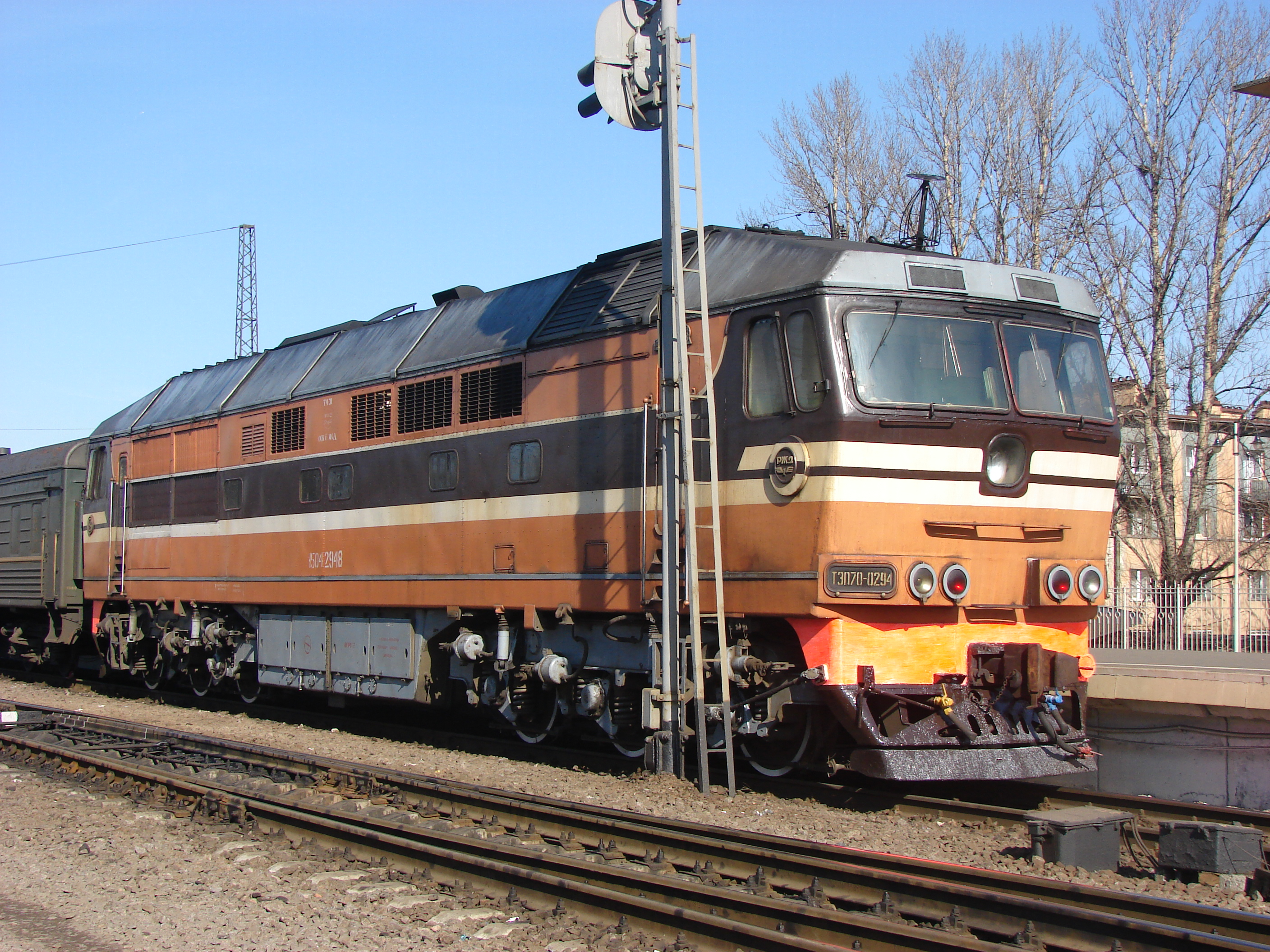
TEP70-0294（ロシア鉄道）
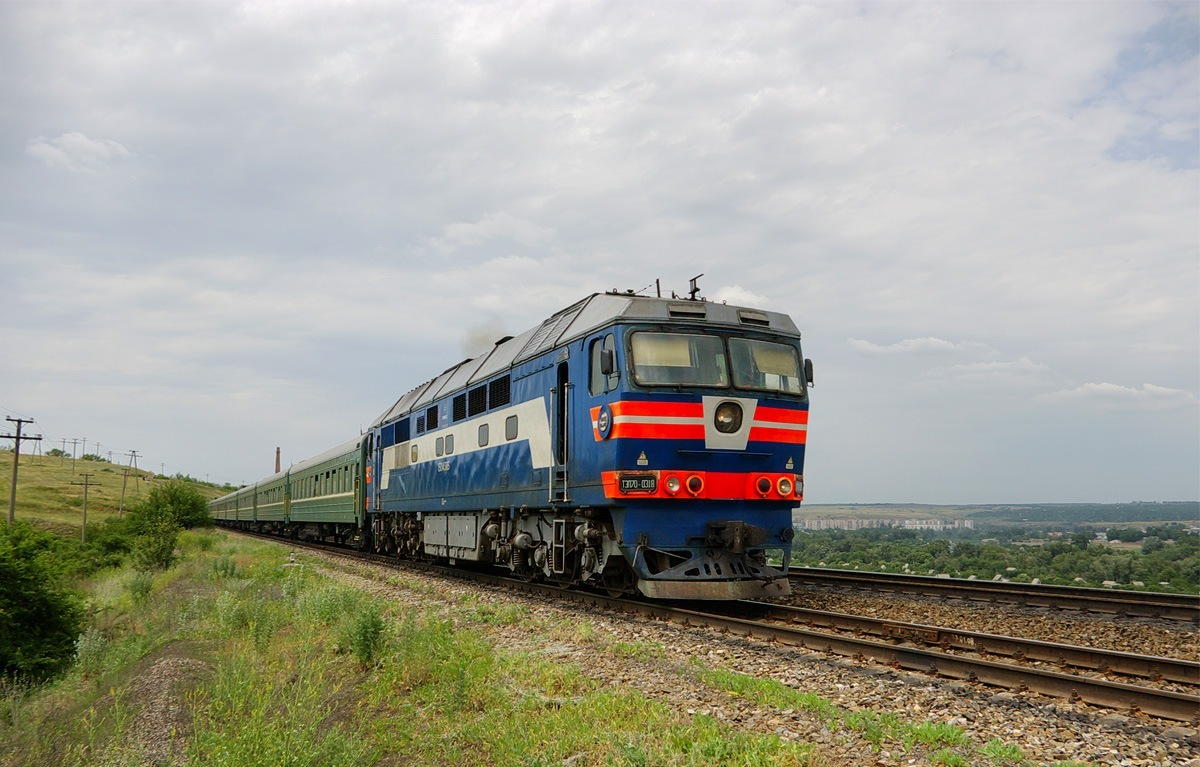
TEP70-0318（ロシア鉄道）
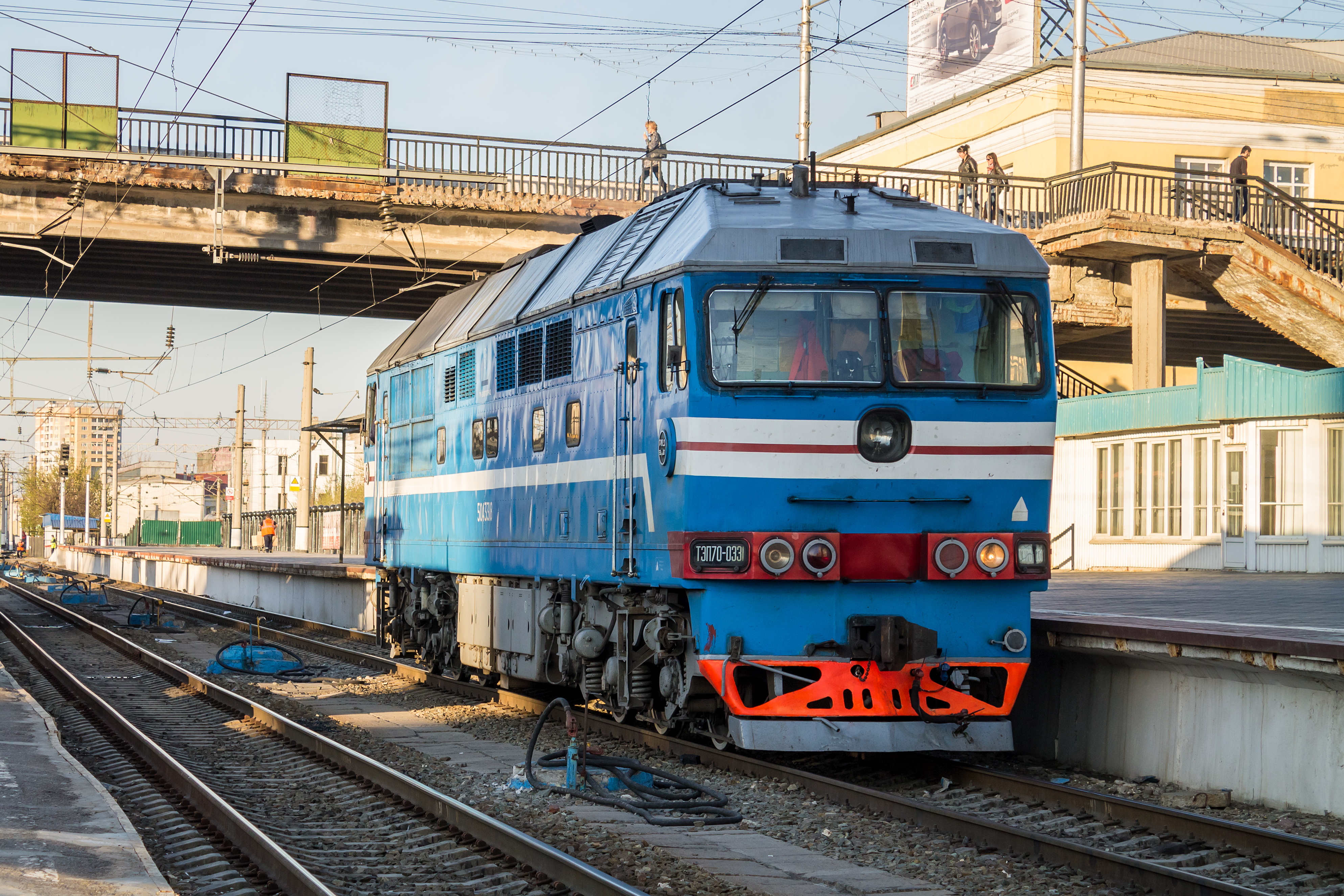
TEP70-0331（ロシア鉄道、沿ヴォルガ鉄道支社）
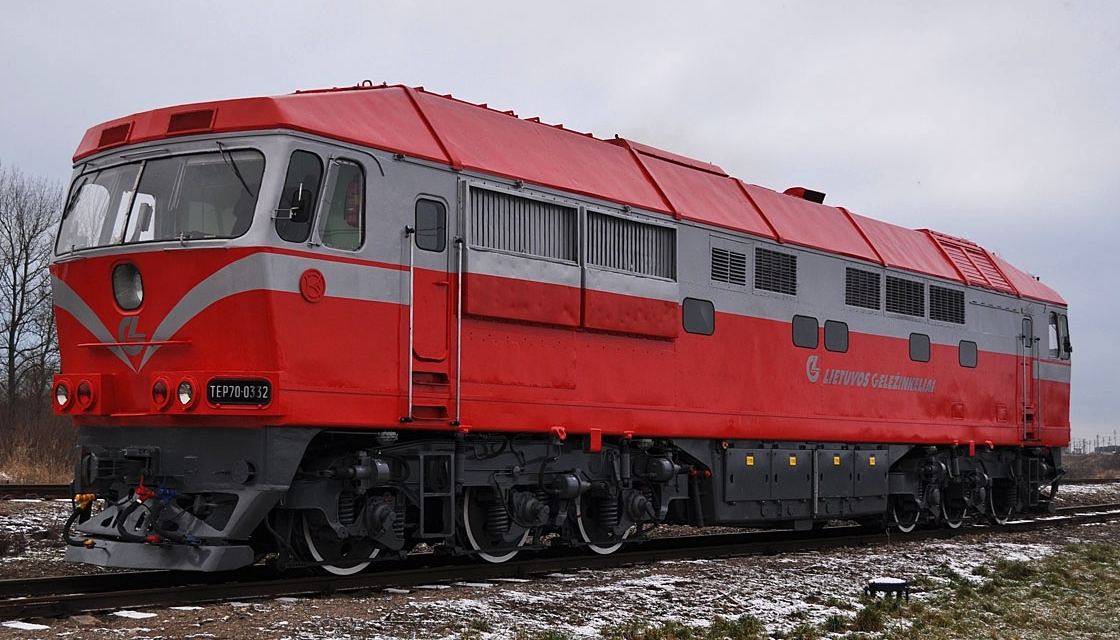
TEP70-0332（リトアニア鉄道）
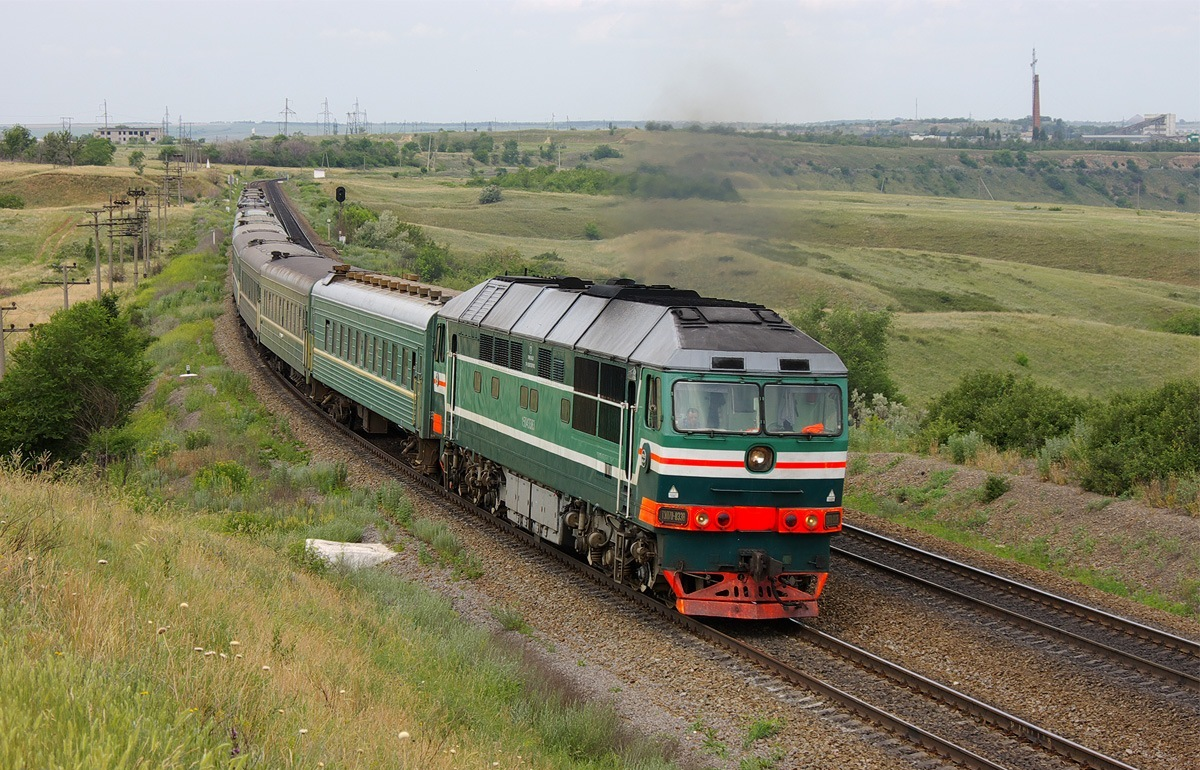
TEP70-0338（ロシア鉄道）
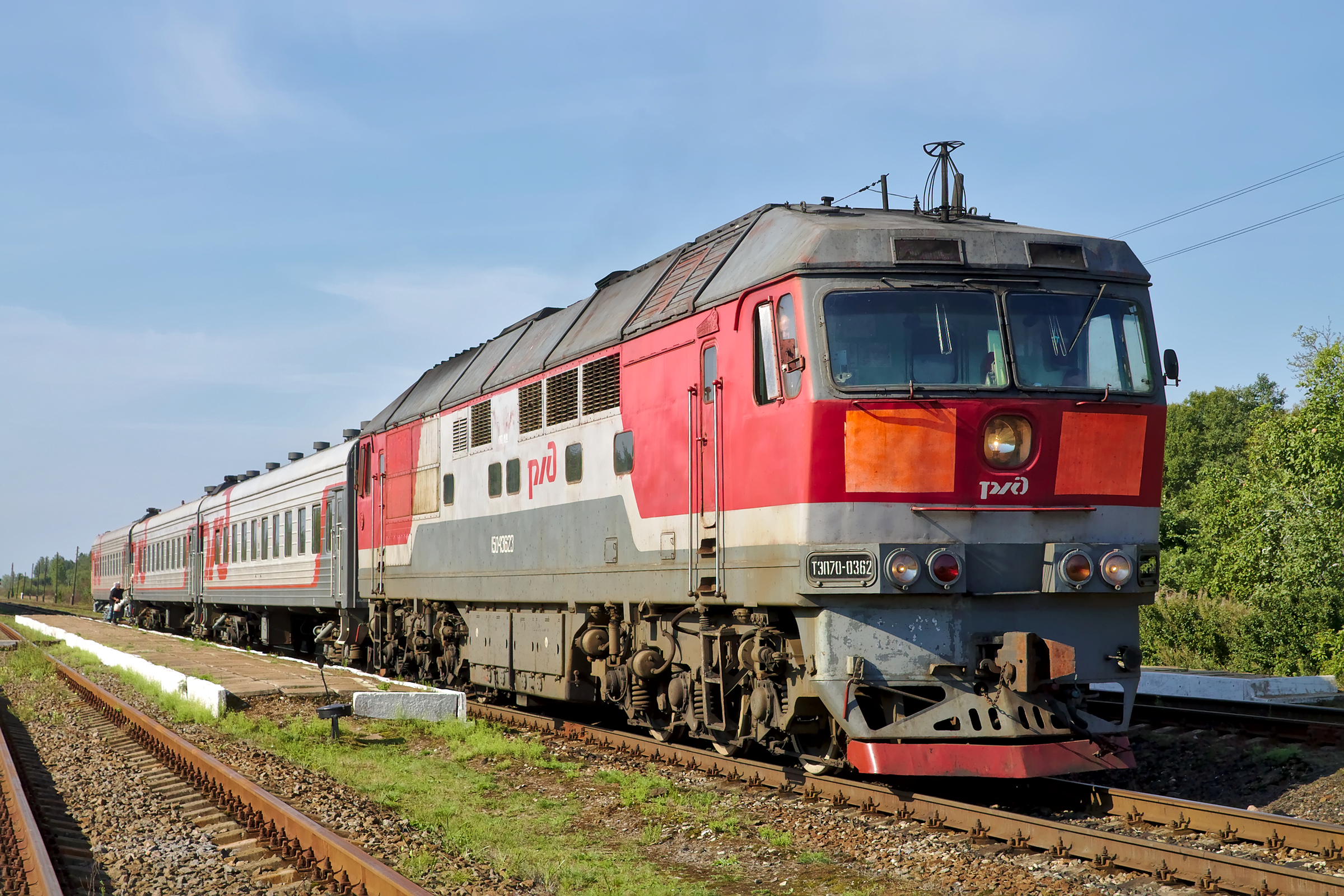
TEP70-0362（ロシア鉄道）
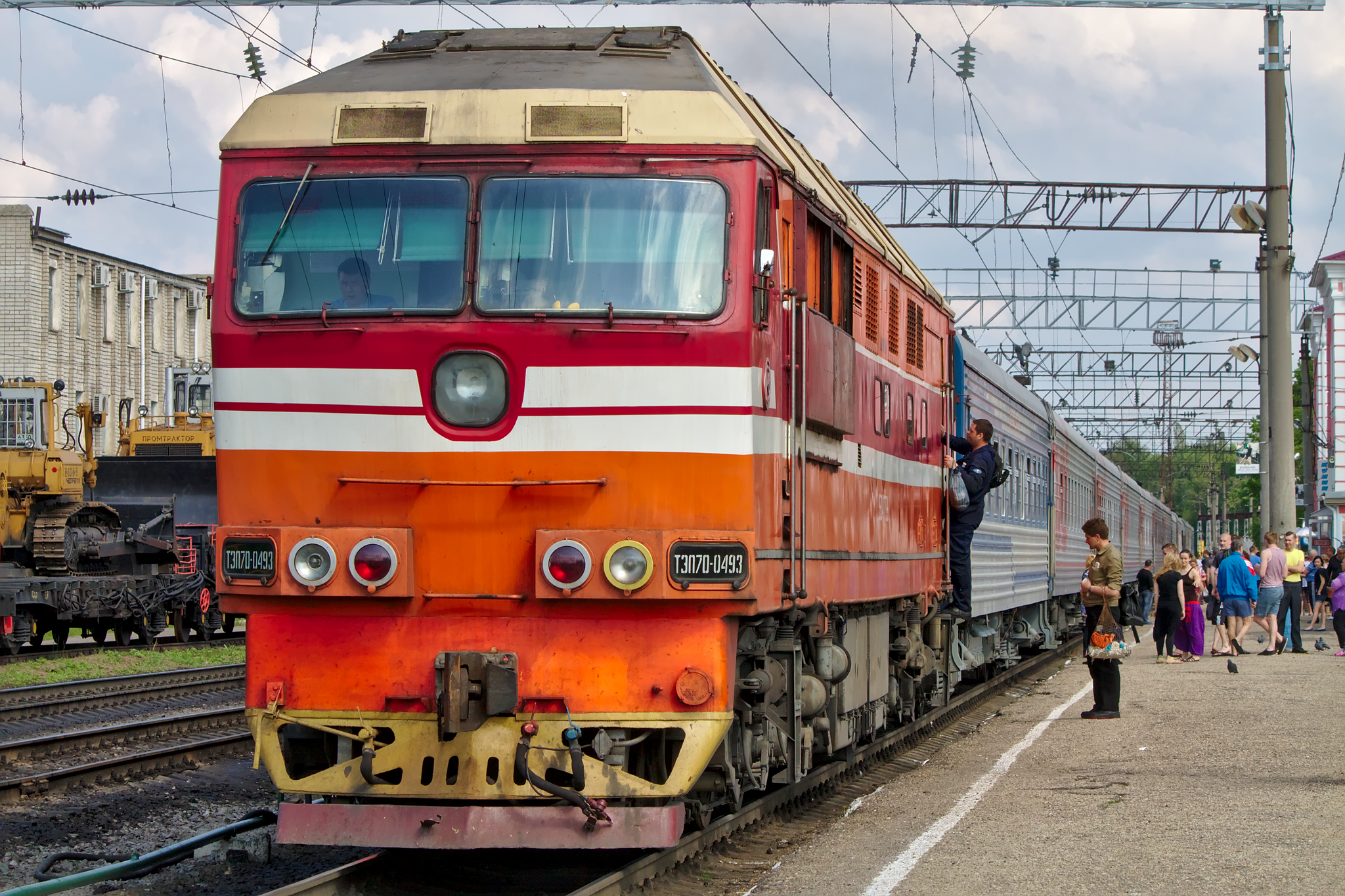
TEP70-0493（ロシア鉄道）
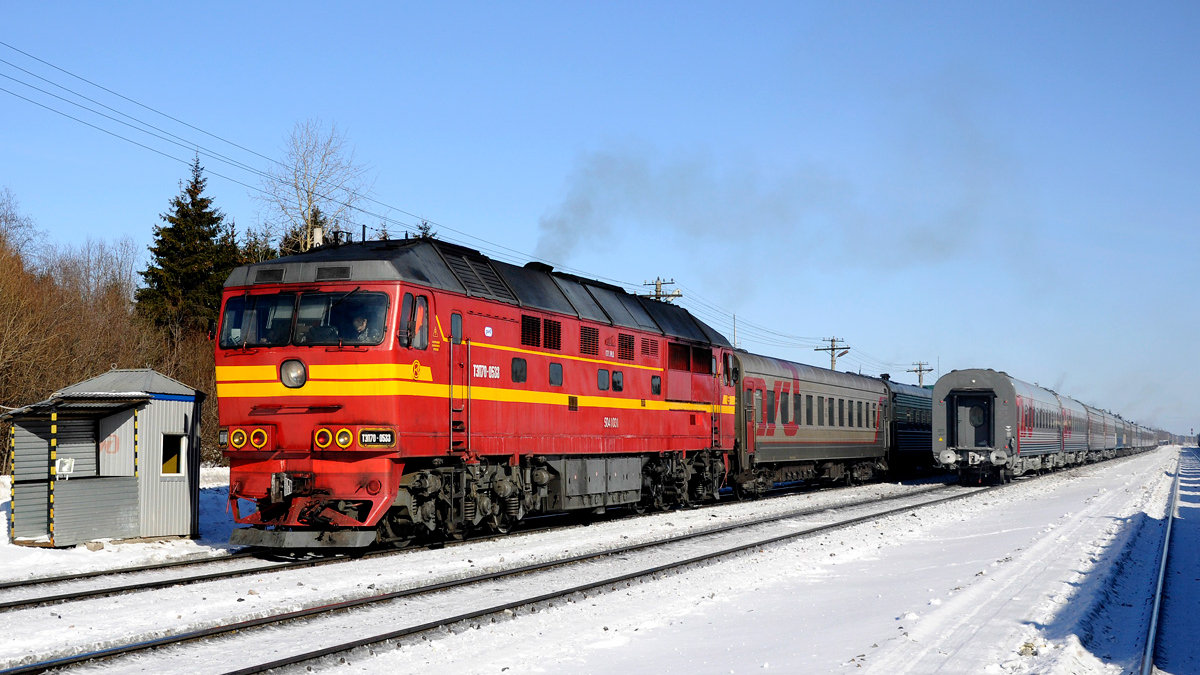
TEP70-0533（ロシア鉄道）

### TEP70BS形（ТЭП70БС）
2002年から製造が開始された車種。旧ソ連時代に設計されたTEP70形から大幅な近代化が行われた。最初の車両はTEP70A形（ТЭП70А）と言う形式名だったが、翌2003年にソ連国鉄の長官として鉄道発展に貢献したボリス・コンスタンチノヴィッチ・サランベコフ（Бори́с Константи́нович Саламбе́ков）にちなむ現在の形式に変更された。
ディーゼルエンジンはより強力な16気筒V型4ストローク機関である2A-9DG-01形に置き換えられ、台車にも改良が加えられている。これらの機器の制御及び自動診断用としてマイクロプロセッサシステム（MSU-TE）が導入されメンテナンスの簡素化が図られている。また、車内には牽引する客車に電源を供給するための補助発電ユニット（АSТ 2800/600-1000U2）が搭載されている。前面についてもガラスがより強度を増したものに変更され、前照灯の位置にも変化が生じている。
量産は2006年から始まり、ロシア鉄道のみならずリトアニア鉄道、ベラルーシ鉄道、ウズベキスタン鉄道など海外への輸出も行われている。客車列車のみならず、2018年3月13日以降はES2GP形電車の非電化区間乗り入れ時の動力車として協調運転が可能なよう改造を受けた車両が使用されている。初期の車両については最高速度160 km/hであったが、大半の車両は減速比の数値を4.15に高め長時間でも安定した性能を可能とした代わりに最高速度が120 km/hに低下している。

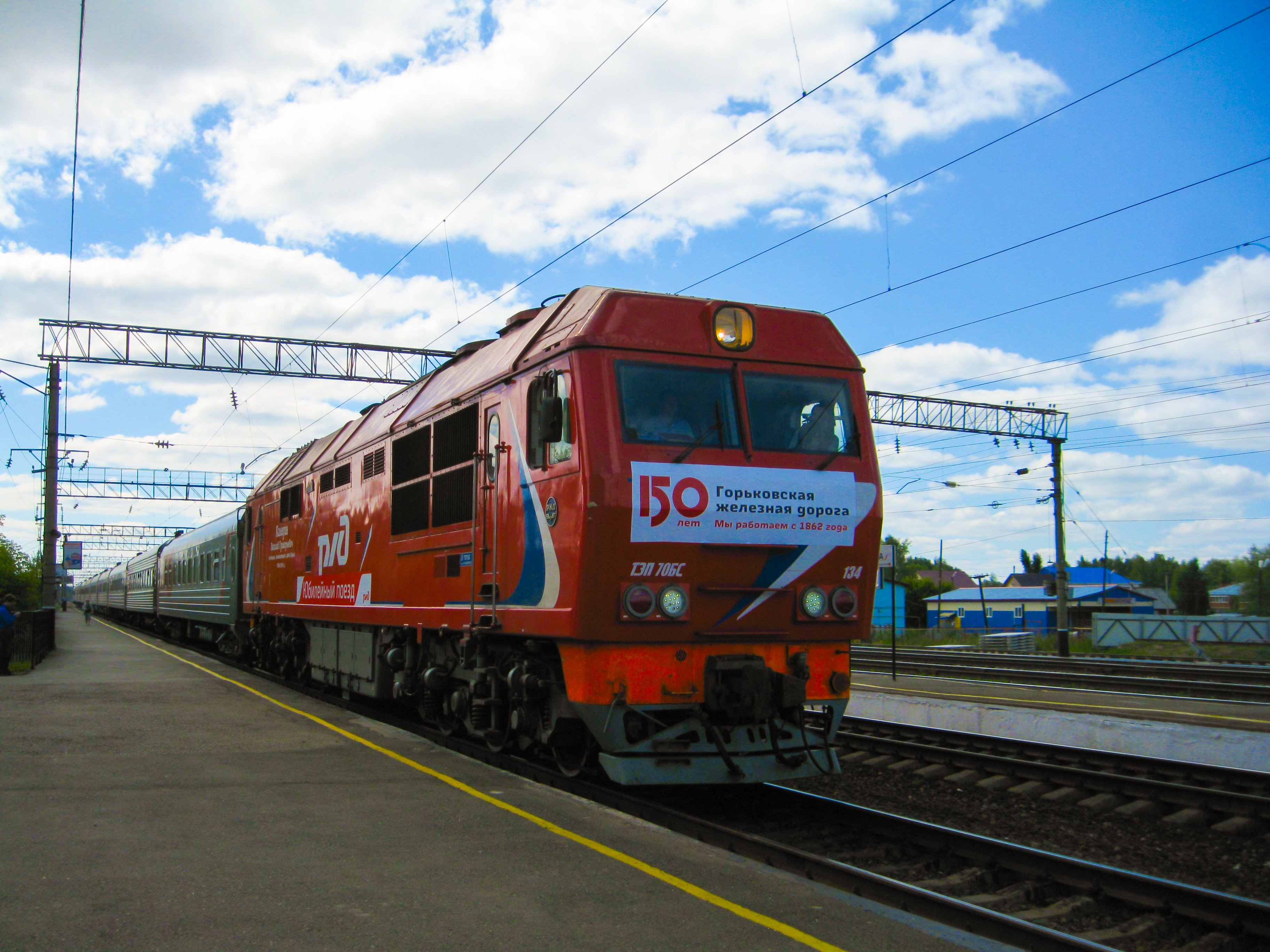
TEP70BS-134（ロシア鉄道）
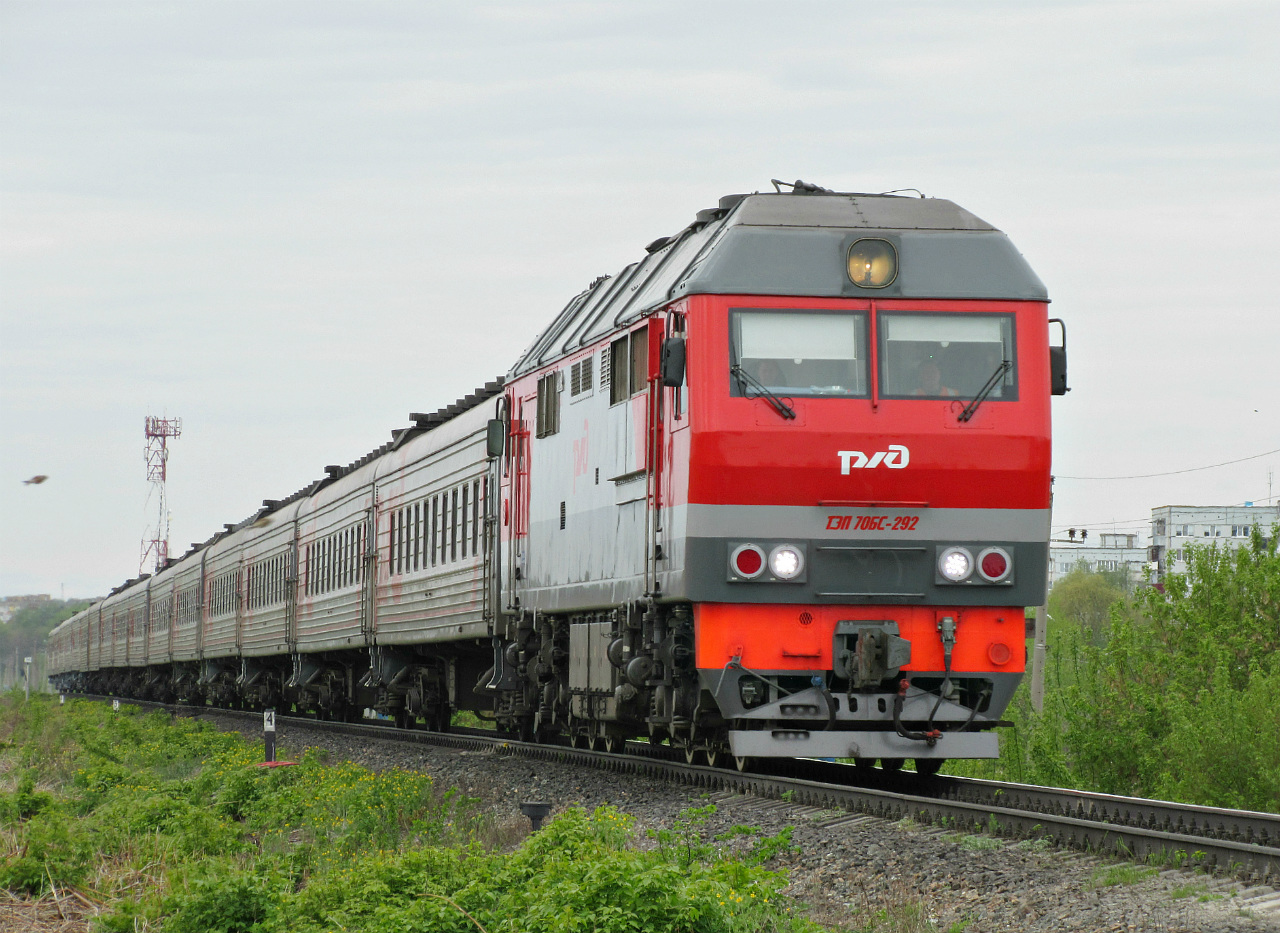
TEP70BS-292（ロシア鉄道）
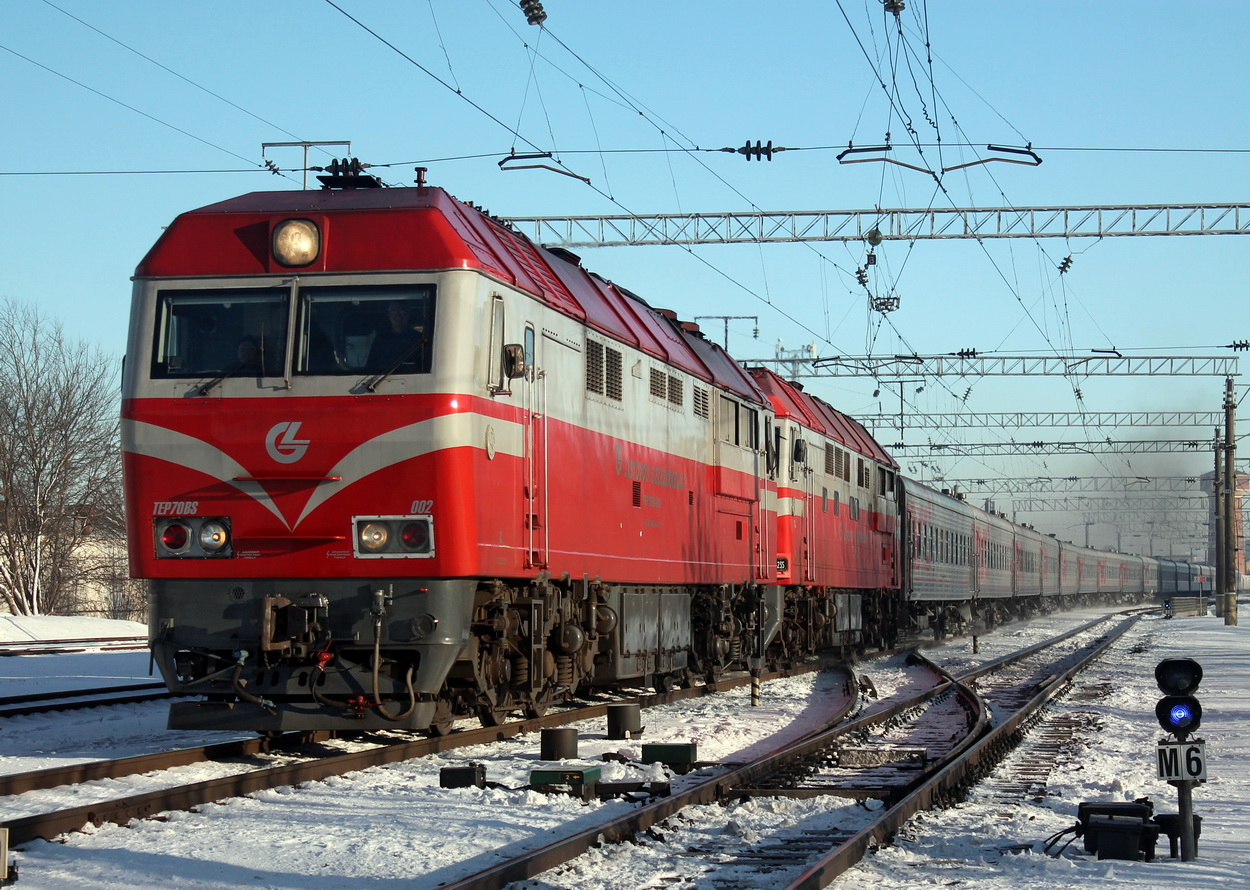
TEP70BS-002（先頭）（リトアニア鉄道）
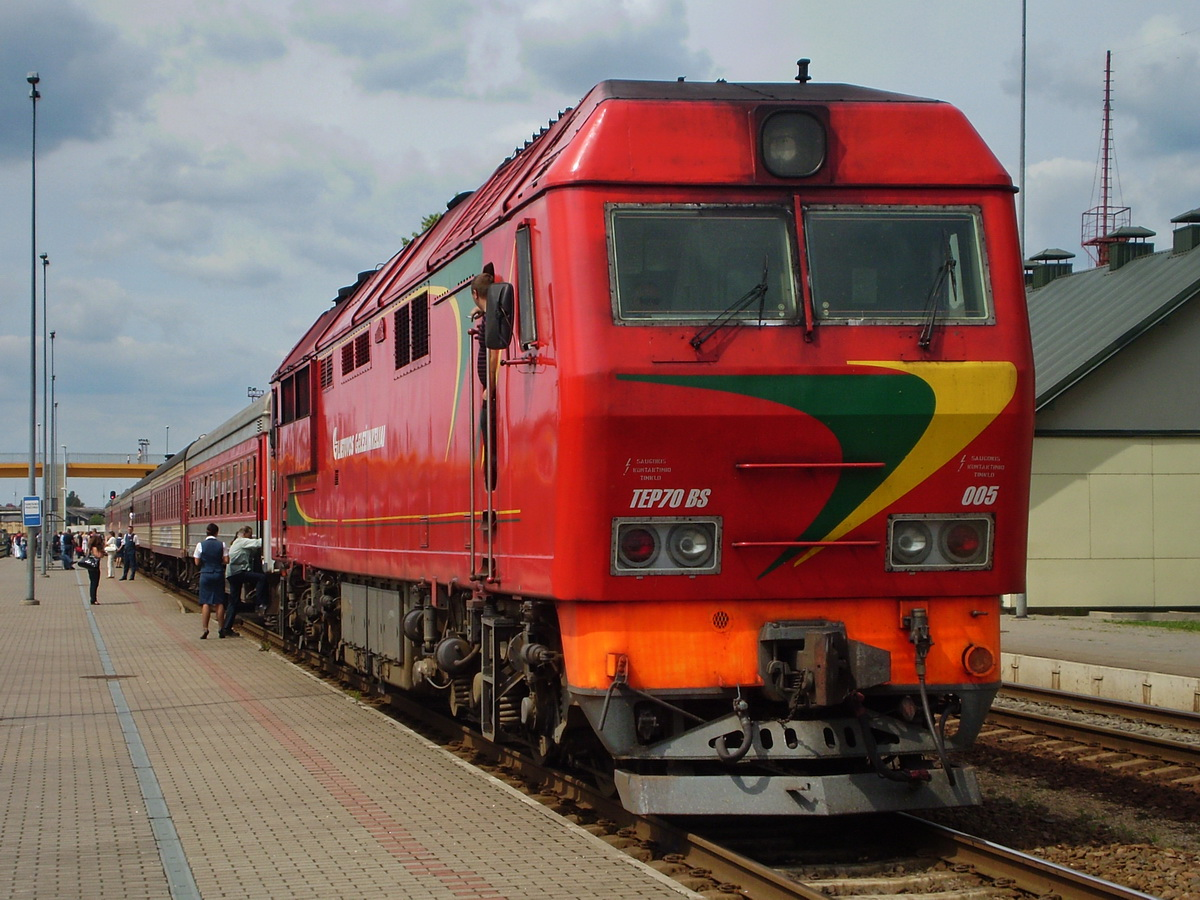
TEP70BS-005（リトアニア鉄道）
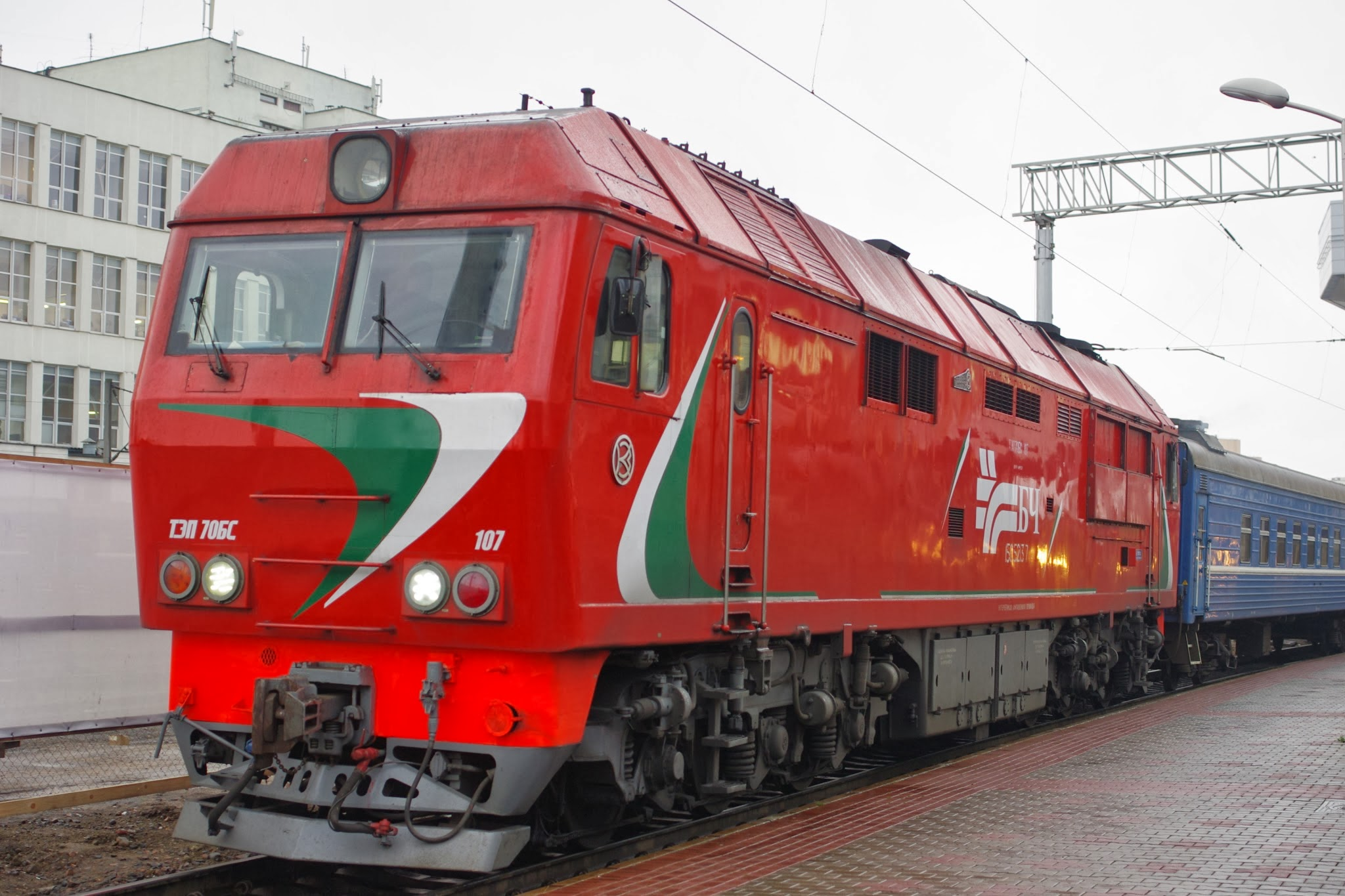
TEP70BS-107（ベラルーシ鉄道）
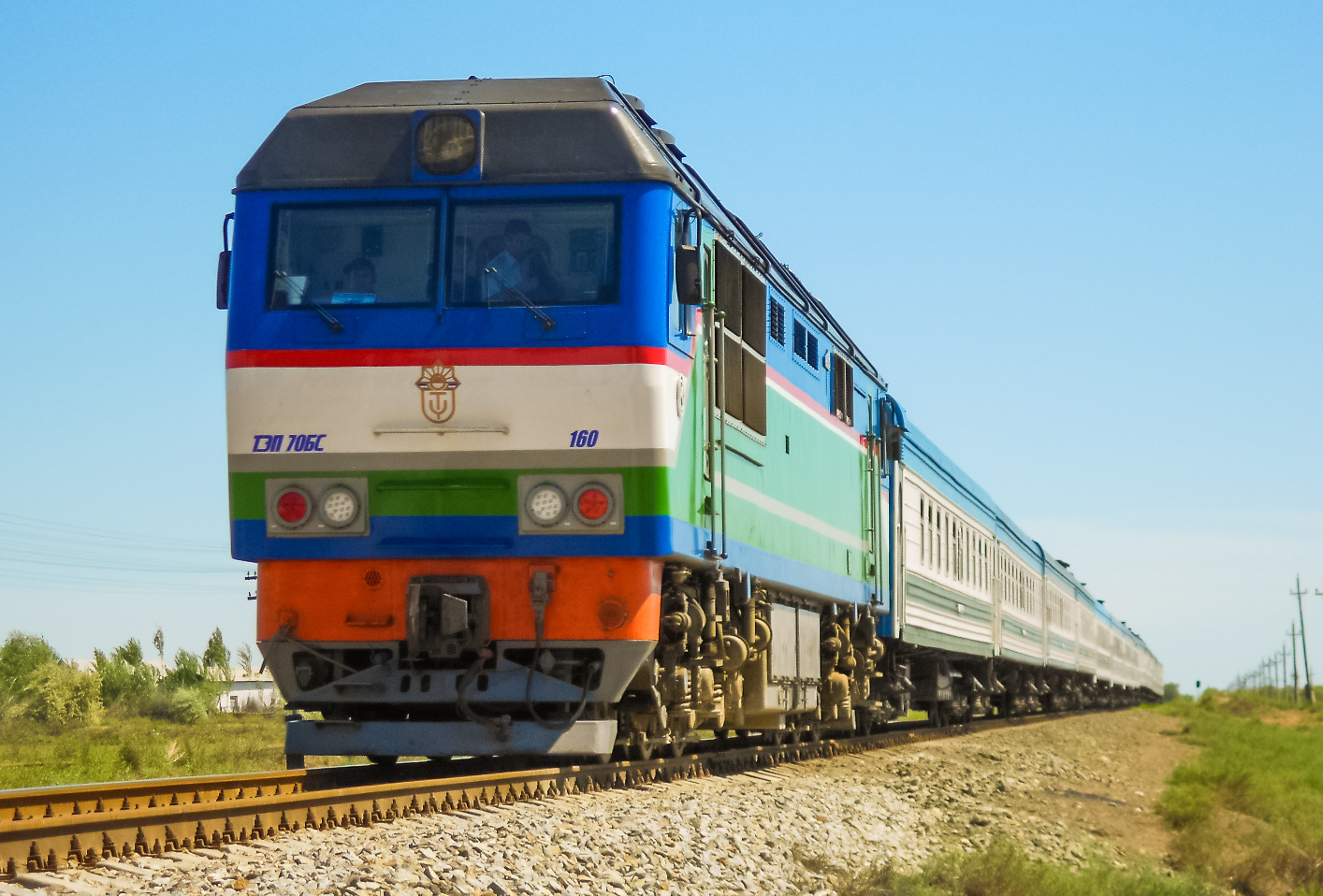
TEP70BS-160（ウズベキスタン鉄道）
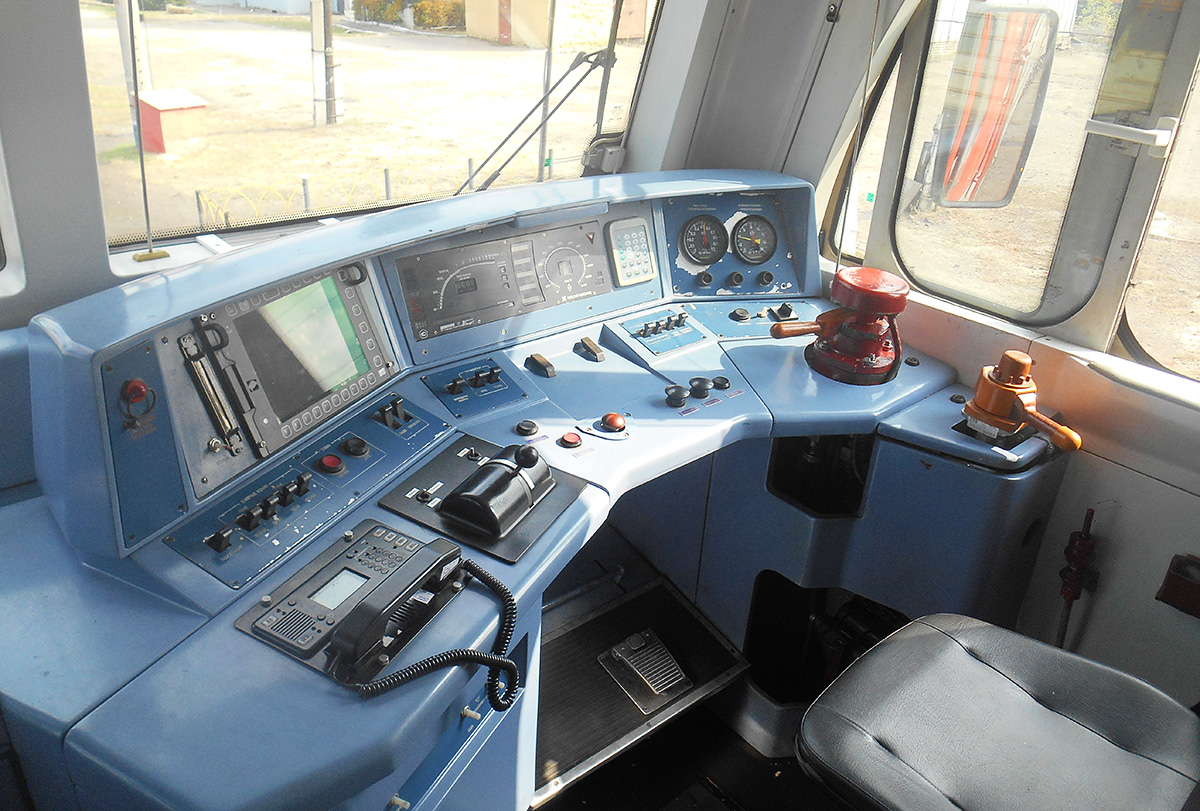
運転台（TEP70BS-149）
- 機器室（動画）

### TEP70U形 （ТЭП70У）
貨物用機関車として製造された2TE70形と設計を共通化させた形式。ディーゼルエンジン（2A-5D49-02形）や主電動機（HS-501A形）を含む2A-9DG-02形動力ユニットを用い、出力が3,000 kw（4,080 HP）に増加している一方、客車への電源供給装置は搭載されていない。
2006年から製造が行われ、2019年現在26両が製造されている。

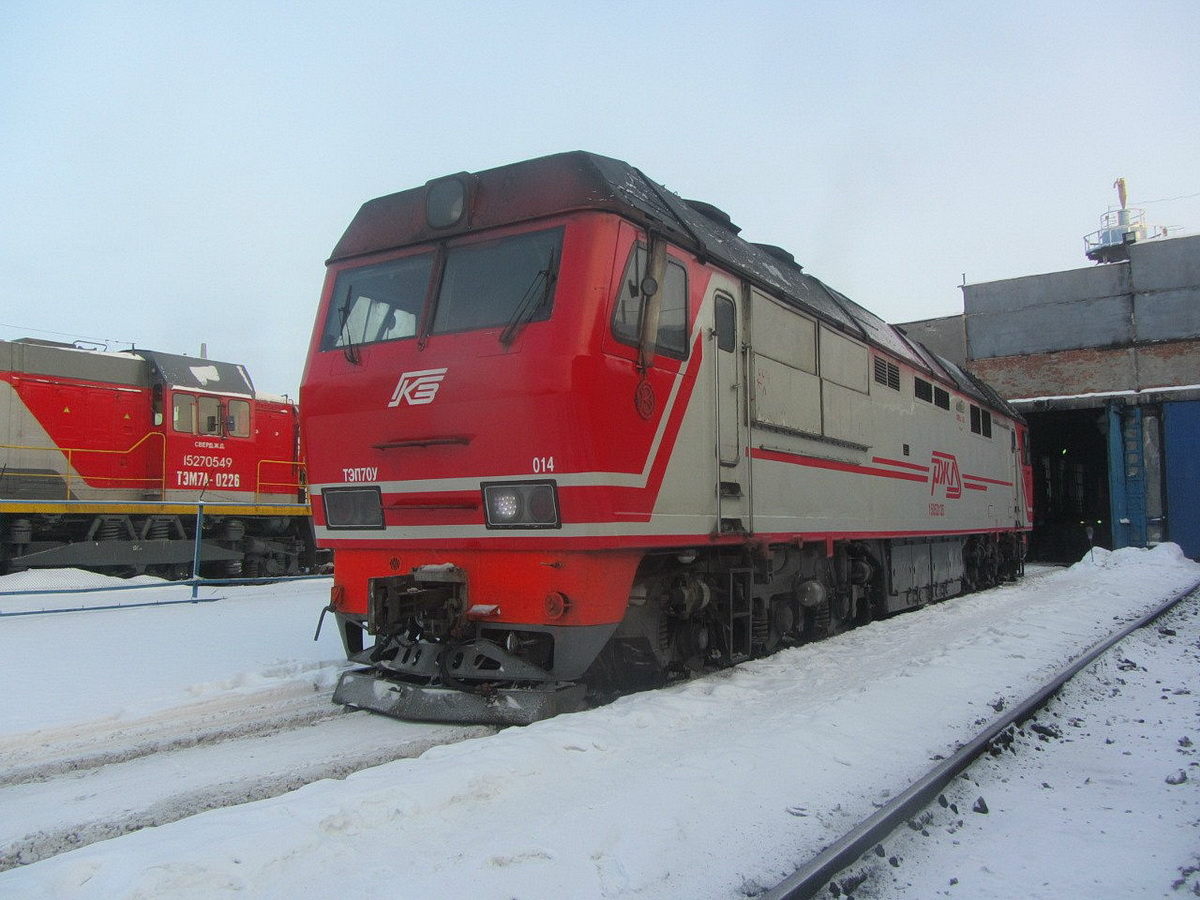
TEP70U-004

## 関連形式

### TEP75形（ТЭП75）
TEP70形よりも更に強力な出力6,000 HP（4,413 kw）のディーゼルエンジンである1D49形を搭載した試作車。2TEP60形と同等の出力を単機で得られるよう設計された。

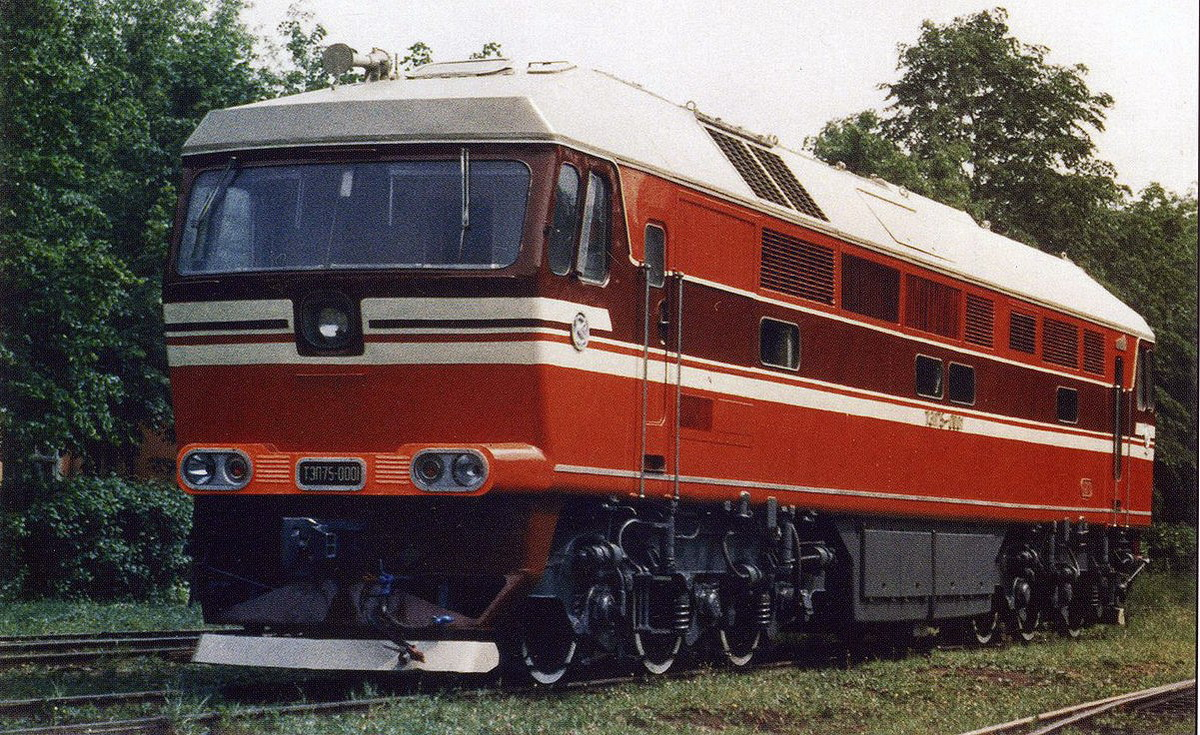
TEP75-0001

### TEP80形（ТЭП80）
TEP75形を改良し、出力を増強すると共に線路への負荷を軽減するため軸配置をBo-Bo+Bo-Boに変更した機関車。1993年に記録した最高時速271 km/hはディーゼル機関車における世界最速記録である。

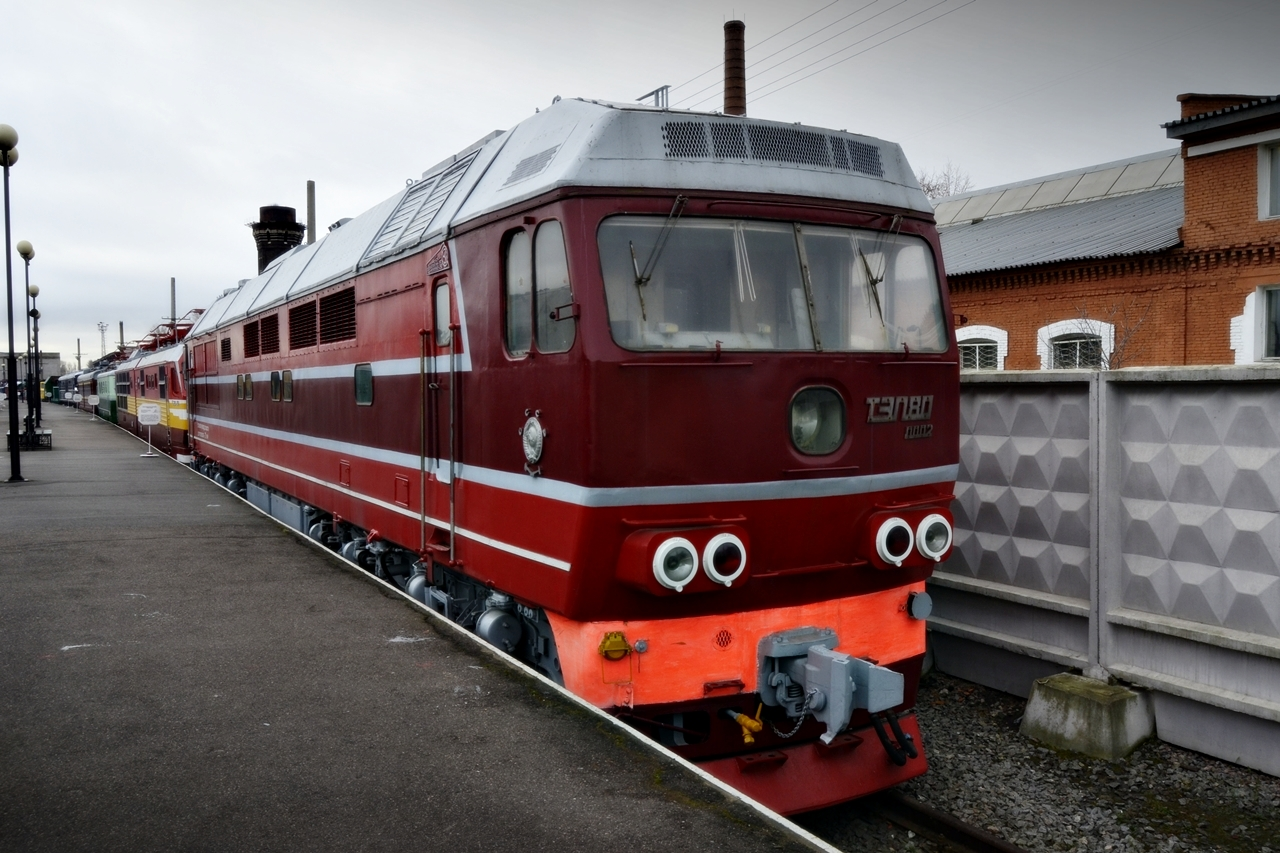
TEP80-0002

### 2TE70形（2ТЭ70）
TEP70形やTEP70BS形を基に設計された2車体連結式貨物用ディーゼル機関車。2004年から製造が行われている。

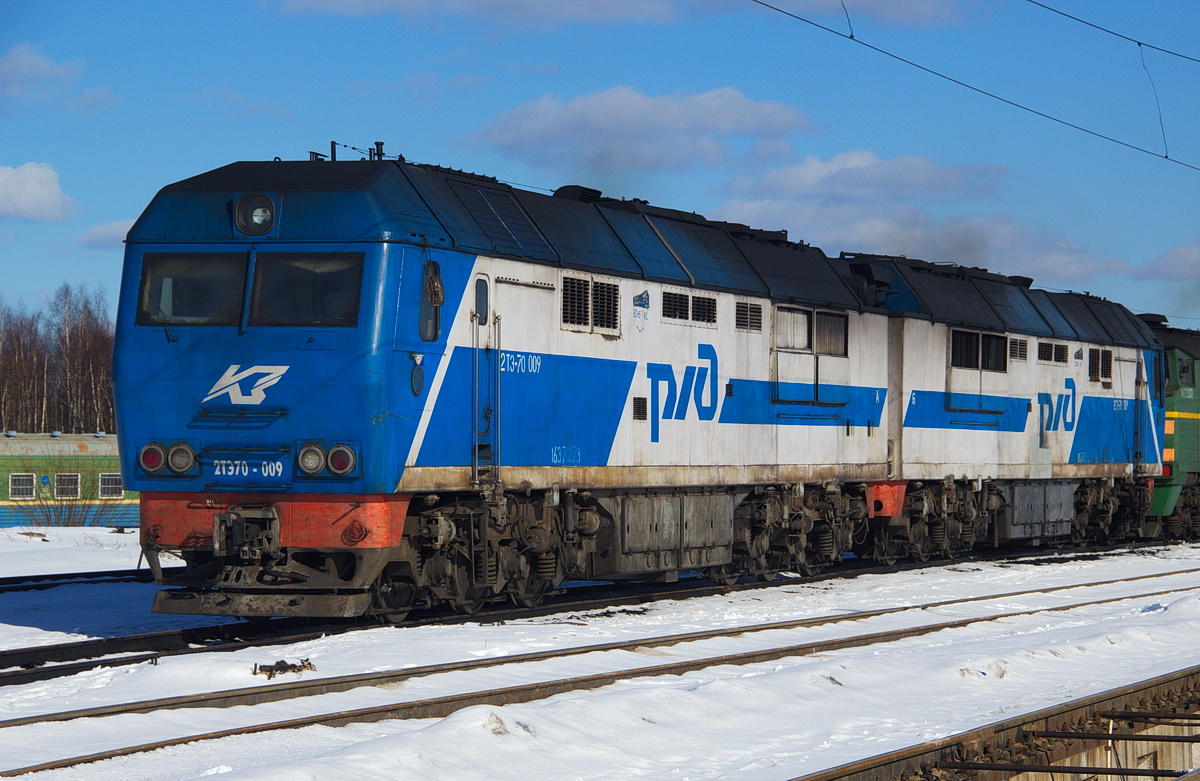
2TE70-009

## 参考資料
- Абрамов Е.Р (2015). Локомотивы и моторвагонный подвижной состав с двигателями внутреннего сгорания отечественных железных дорог. Москва́